# Agraulosz (Kekropsz lánya)
Aglaurosz vagy Agraulosz, görög mitológiai alak, Kekropsz és Agraulosz három lányának, az Agluariszoknak vagy Kekrópidák (Agluarosz, Herszé és Pandoroszosz) egyike.

## Története
Amikor Agluarosz és Herszé a Pallasz Athéné által rájuk bízott kosarat – amelyben a csecsemő Erikhtoniosz és egy kígyó volt – a tiltás ellenére felnyitották, engedetlenségük miatt őrültséget bocsátott rájuk az istennő, és így a tengerbe vetették magukat.
Egy másik mitológiai történet szerint úgy haltak meg, hogy a kígyó megmarta őket.
Egy harmadik verzió szerint Agluarosz önként halt meg, mert egy jóslat szerint csak akkor győzhet Athén a háborúban, ha egy athéni feláldozza magát. Hérodotosz beszámol arról, hogy ezért a tettéért templomot (Aglaurion) emeltek tiszteletére az Akropoliszon.
Újabb változat szerint (Ovidius: Átváltozások) Agraulosz féltékeny volt húgára, Herszére, mert Hermész őt szerette, ezért az isten kőszoborrá változtatta.
A mítosz egy következő verziója szerint Agraulosz Arész istentől szült egy leányt, Alkippét. Van olyan hagyomány is, miszerint Agraulosz lenne Kérüx anyja, húga, Pandroszosz helyett.

## Képgaléria

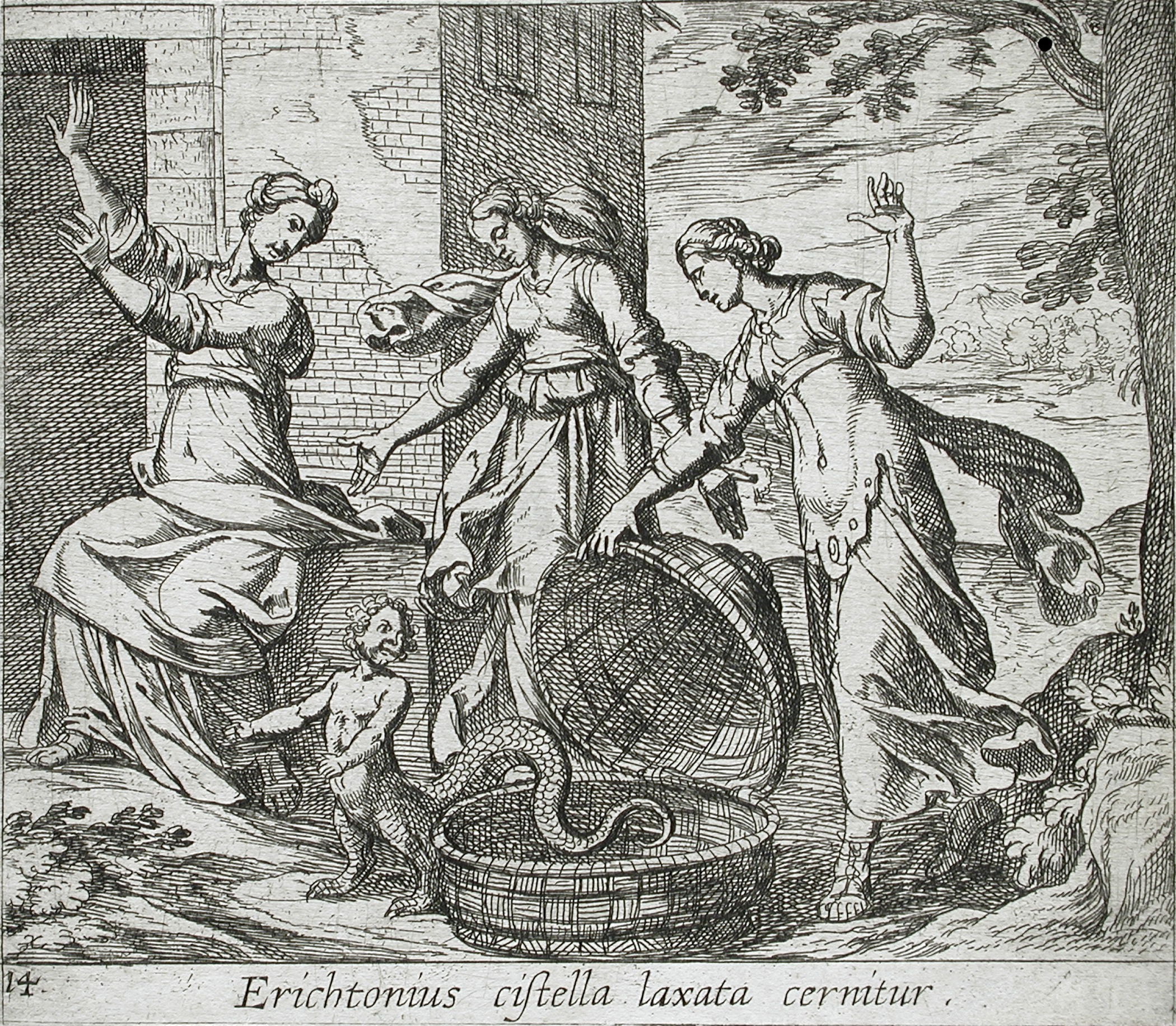
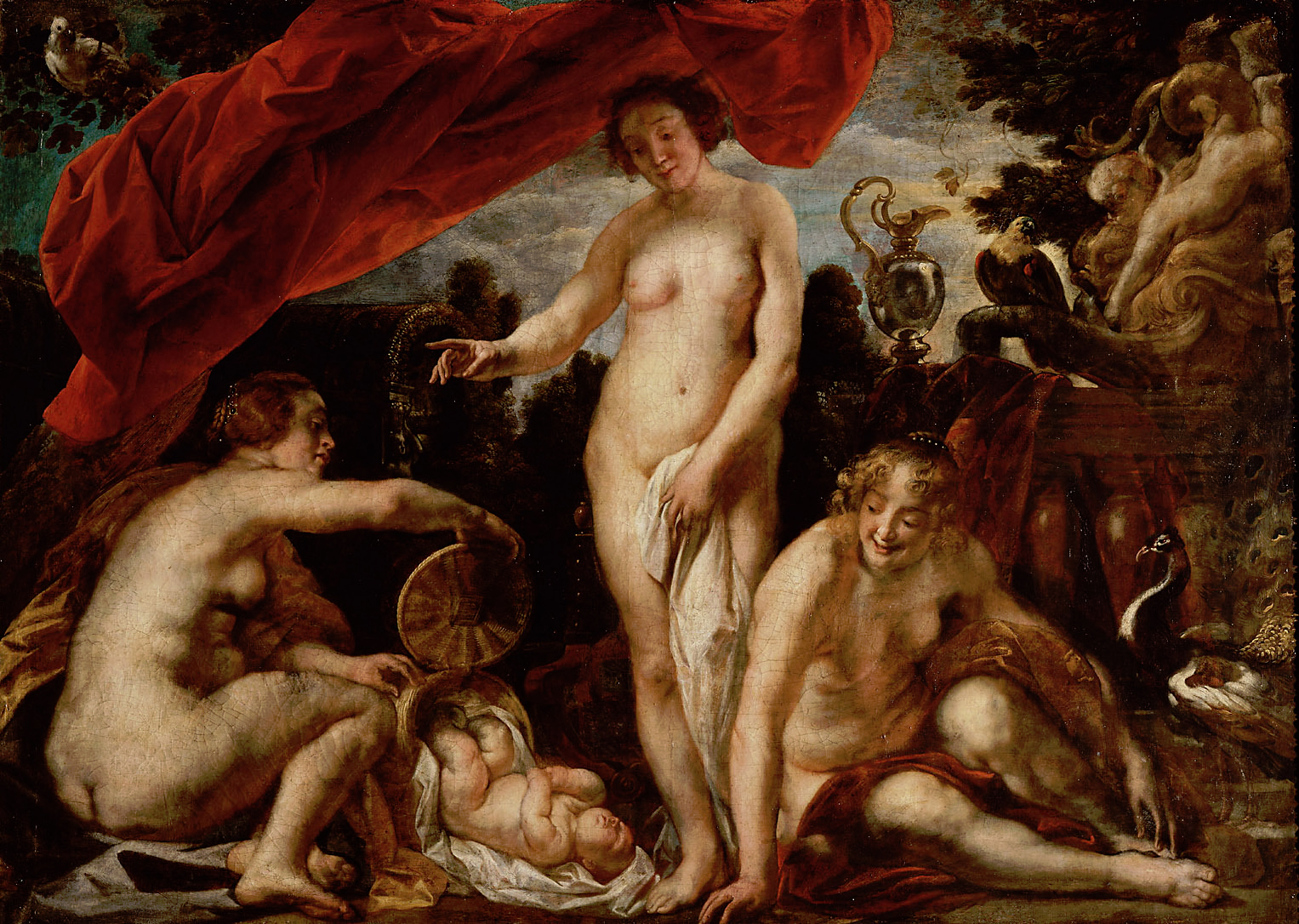
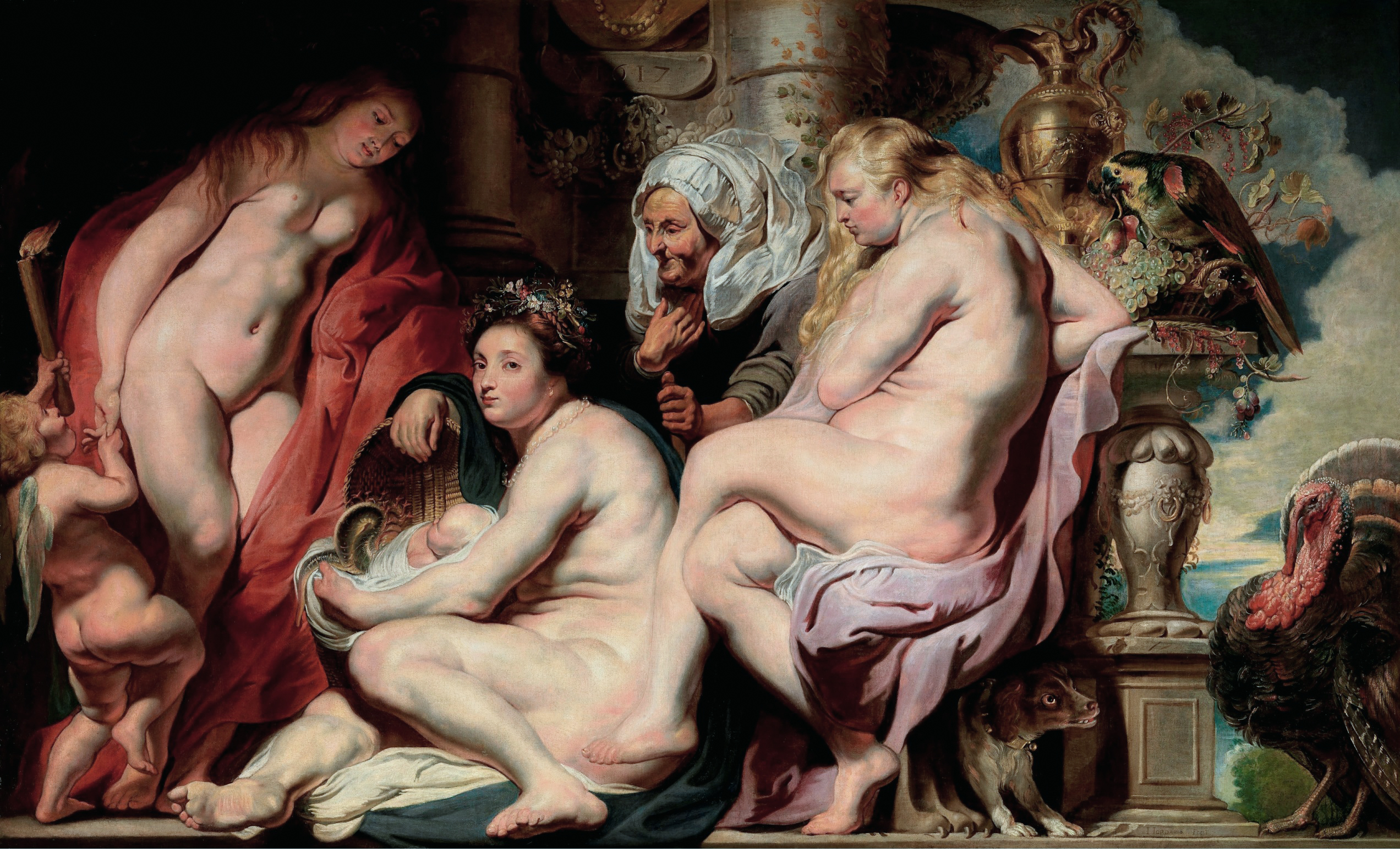
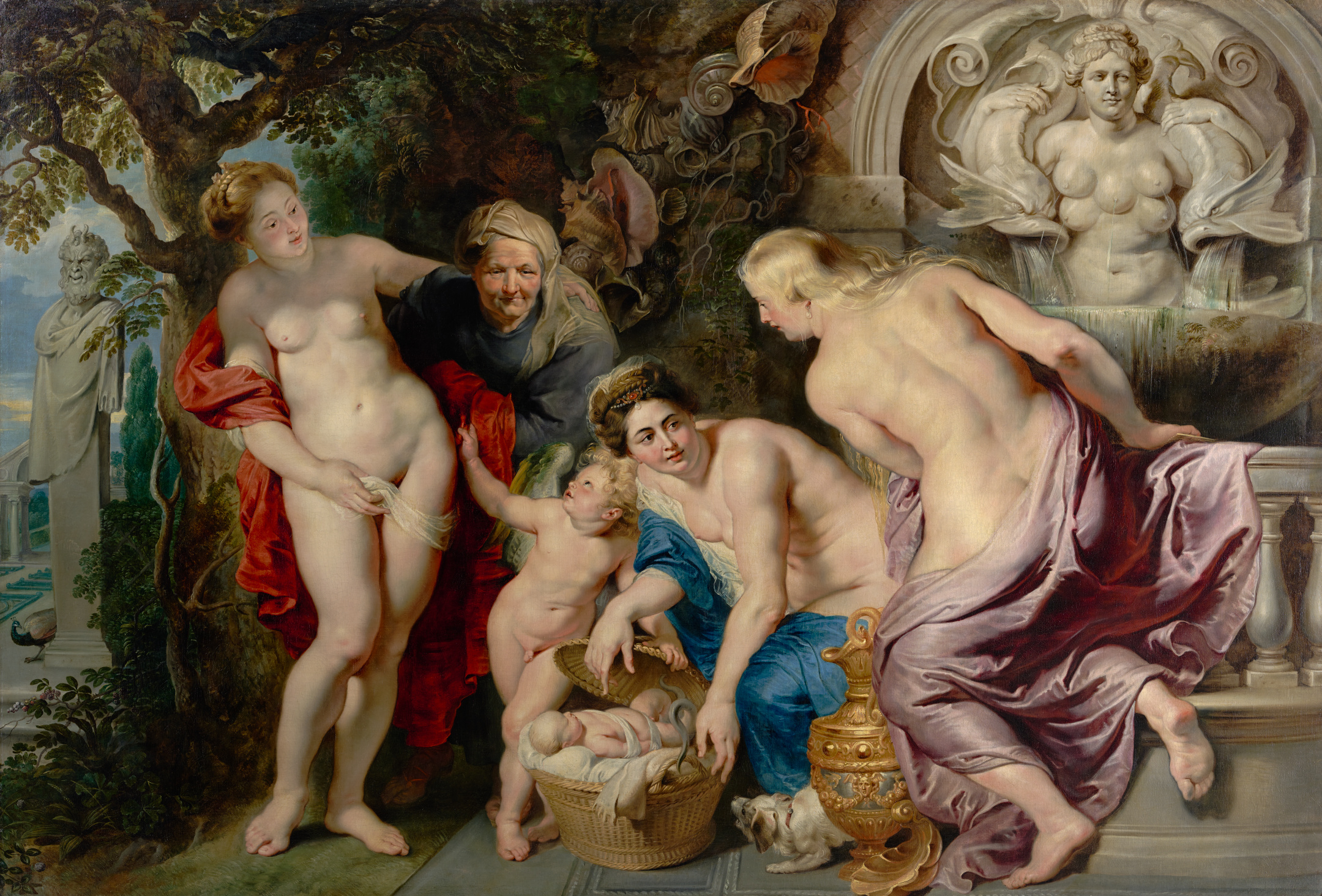
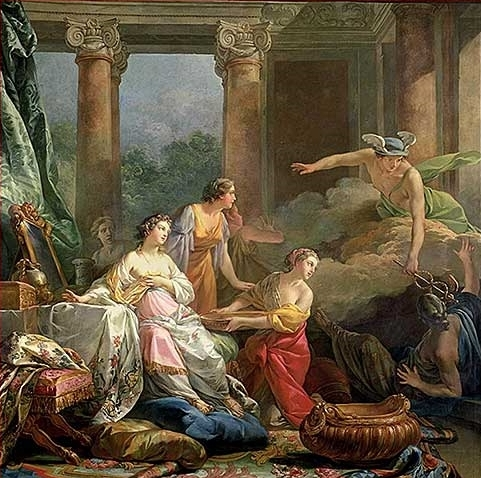
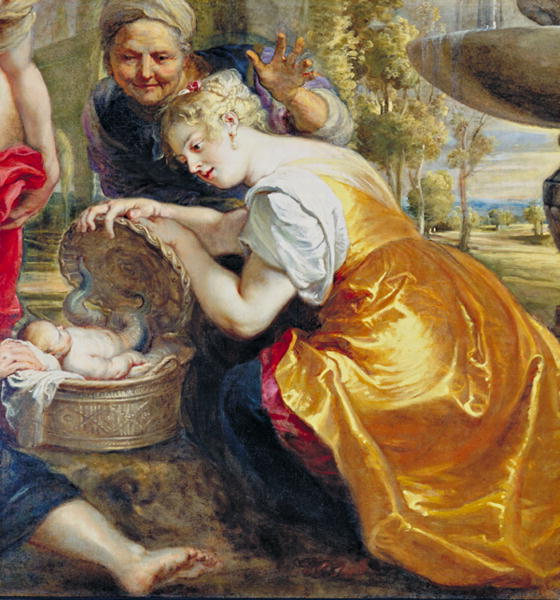
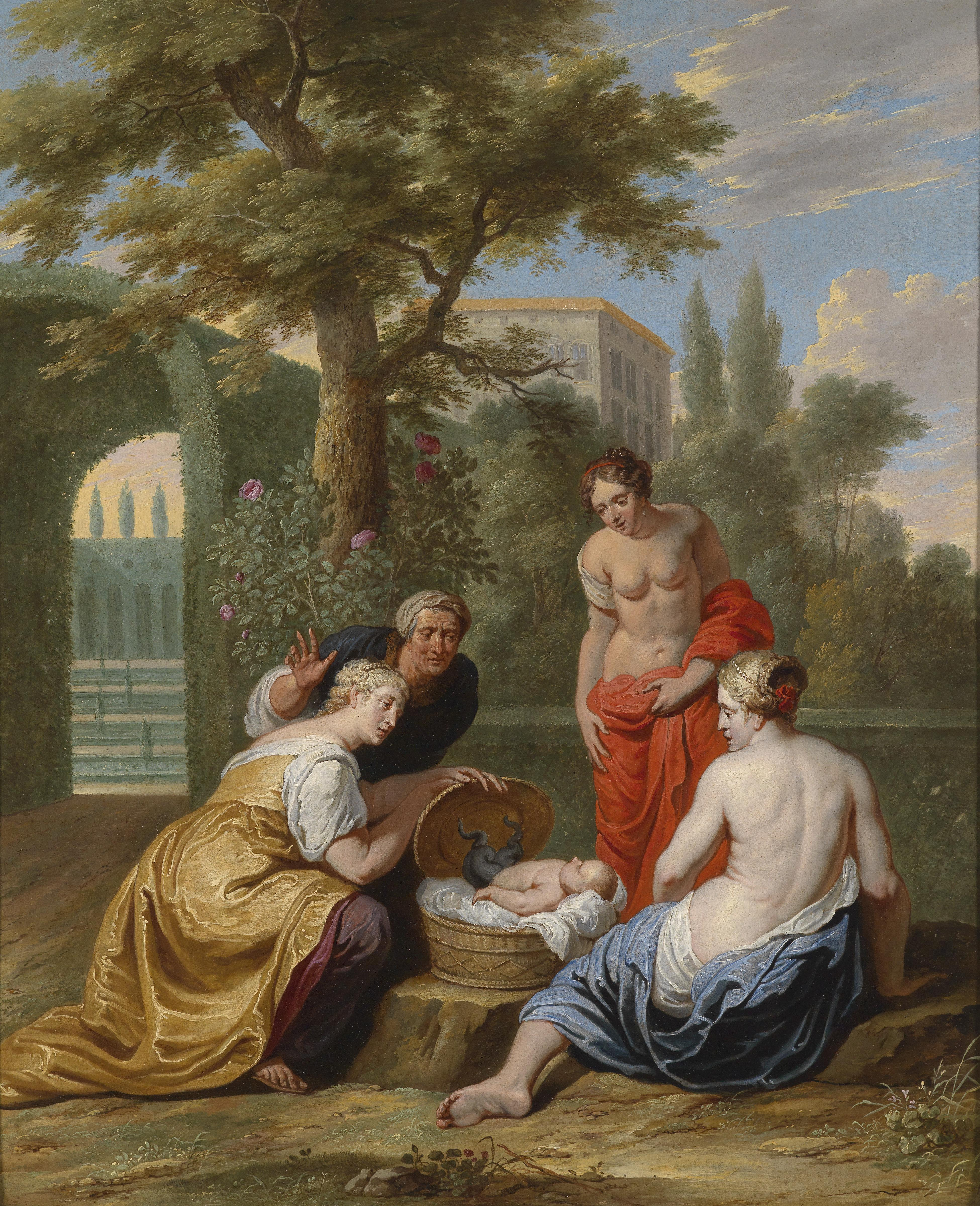
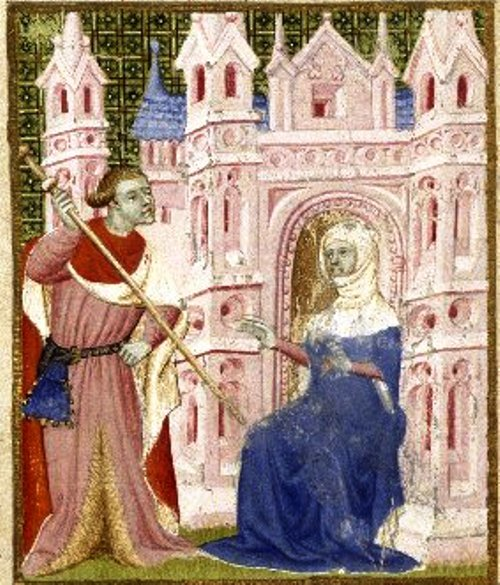
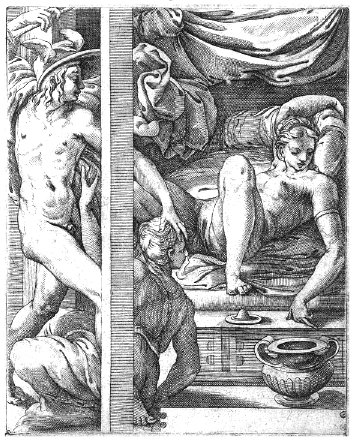
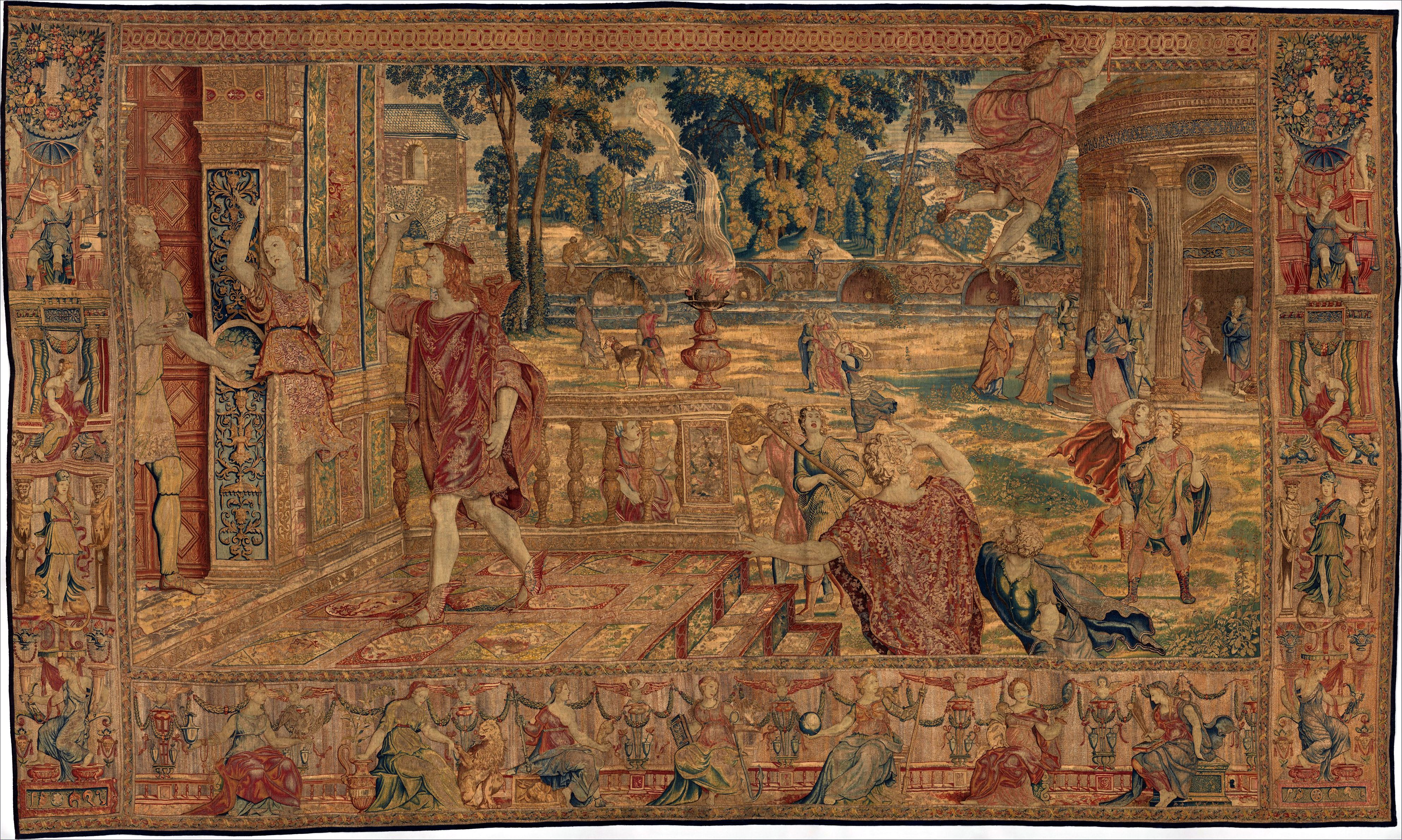